# Misérieux
Misérieux és un municipi francès situat al departament de l'Ain i a la regió d'Alvèrnia-Roine-Alps. L'any 2007 tenia 1.700 habitants.

## Demografia

### Població
El 2007 la població de fet de Misérieux era de 1.700 persones. Hi havia 522 famílies de les quals 68 eren unipersonals (20 homes vivint sols i 48 dones vivint soles), 157 parelles sense fills, 277 parelles amb fills i 20 famílies monoparentals amb fills.
La població ha evolucionat segons el següent gràfic:
Habitants censats

### Habitatges
El 2007 hi havia 556 habitatges, 536 eren l'habitatge principal de la família, 10 eren segones residències i 10 estaven desocupats. 516 eren cases i 39 eren apartaments. Dels 536 habitatges principals, 446 estaven ocupats pels seus propietaris, 73 estaven llogats i ocupats pels llogaters i 17 estaven cedits a títol gratuït; 6 tenien una cambra, 6 en tenien dues, 28 en tenien tres, 135 en tenien quatre i 360 en tenien cinc o més. 461 habitatges disposaven pel capbaix d'una plaça de pàrquing. A 169 habitatges hi havia un automòbil i a 349 n'hi havia dos o més.

### Piràmide de població
La piràmide de població per edats i sexe el 2009 era:
| Homes | Edats   | Dones |
| ----- | ------- | ----- |
| 0     | 95 o +  | 0     |
| 0     | 90 a 94 | 8     |
| 4     | 85 a 89 | 12    |
| 4     | 80 a 84 | 0     |
| 4     | 75 a 79 | 8     |
| 24    | 70 a 74 | 24    |
| 20    | 65 a 69 | 24    |
| 20    | 60 a 64 | 16    |
| 44    | 55 a 59 | 24    |
| 68    | 50 a 54 | 72    |
| 48    | 45 a 49 | 44    |
| 60    | 40 a 44 | 72    |
| 52    | 35 a 39 | 72    |
| 48    | 30 a 34 | 48    |
| 36    | 25 a 29 | 20    |
| 52    | 20 a 24 | 28    |
| 52    | 15 a 19 | 56    |
| 64    | 10 a 14 | 52    |
| 84    | 5 a 9   | 72    |
| 36    | 0 a 4   | 28    |

## Economia
El 2007 la població en edat de treballar era de 1.215 persones, 858 eren actives i 357 eren inactives. De les 858 persones actives 817 estaven ocupades (443 homes i 374 dones) i 41 estaven aturades (20 homes i 21 dones). De les 357 persones inactives 76 estaven jubilades, 225 estaven estudiant i 56 estaven classificades com a «altres inactius».

### Ingressos
El 2009 a Misérieux hi havia 546 unitats fiscals que integraven 1.592 persones, la mediana anual d'ingressos fiscals per persona era de 22.583 €.

### Activitats econòmiques
Dels 58 establiments que hi havia el 2007, 2 eren d'empreses extractives, 1 d'una empresa alimentària, 4 d'empreses de fabricació d'altres productes industrials, 12 d'empreses de construcció, 11 d'empreses de comerç i reparació d'automòbils, 3 d'empreses de transport, 2 d'empreses d'hostatgeria i restauració, 1 d'una empresa financera, 6 d'empreses immobiliàries, 6 d'empreses de serveis, 7 d'entitats de l'administració pública i 3 d'empreses classificades com a «altres activitats de serveis».
Dels 18 establiments de servei als particulars que hi havia el 2009, 2 eren tallers de reparació d'automòbils i de material agrícola, 2 guixaires pintors, 5 fusteries, 1 lampisteria, 1 electricista, 1 empresa de construcció, 1 perruqueria, 2 restaurants, 2 agències immobiliàries i 1 saló de bellesa.
Dels 3 establiments comercials que hi havia el 2009, 1 era una botiga de més de 120 m², 1 una botiga de menys de 120 m² i 1 una fleca.
L'any 2000 a Misérieux hi havia 17 explotacions agrícoles que ocupaven un total de 370 hectàrees.

## Equipaments sanitaris i escolars
El 2009 hi havia 1 farmàcia i 1 ambulància.
El 2009 hi havia una escola elemental.

## Poblacions més properes
El següent diagrama mostra les poblacions més properes.